# Propandiolna dehidrataza
Propandiolna dehidrataza (EC 4.2.1.28, meso-2,3-butandiol dehidraza, diolna dehidrataza, DL-1,2-propandiol hidrolijaza, diolna dehidraza, adenozilkobalamin-zavisna diolna dehidrataza, propandiolna dehidraza, koenzim B12-zavisna diolna dehidraza, 1,2-propandiolna dehidrataza, dioldehidrataza, propan-1,2-diolna hidrolijaza) je enzim sa sistematskim imenom propan-1,2-diol hidrolijaza (formira propanal). Ovaj enzim katalizuje sledeću hemijsku reakciju
propan-1,2-diol {\displaystyle \rightleftharpoons } propanal + H2O
Za dejstvo ovog enzima je neophodan kobamidni koenzim.

## Literatura
- Nicholas C. Price; Lewis Stevens (1999). Fundamentals of Enzymology: The Cell and Molecular Biology of Catalytic Proteins (Third изд.). USA: Oxford University Press. ISBN 019850229X.
- Eric J. Toone (2006). Advances in Enzymology and Related Areas of Molecular Biology, Protein Evolution (Volume 75 изд.). Wiley-Interscience. ISBN 0471205036.
- Branden C; Tooze J. Introduction to Protein Structure. New York, NY: Garland Publishing. ISBN 0-8153-2305-0.
- Irwin H. Segel. Enzyme Kinetics: Behavior and Analysis of Rapid Equilibrium and Steady-State Enzyme Systems (Book 44 изд.). Wiley Classics Library. ISBN 0471303097.
- William P. Jencks (1987). Catalysis in Chemistry and Enzymology. Dover Publications. ISBN 0486654605.

## Spoljašnje veze
- Propanediol+dehydratase на 